# Aiouea opaca
Aiouea opaca är en lagerväxtart som beskrevs av H. van der Werff. Aiouea opaca ingår i släktet Aiouea och familjen lagerväxter. Inga underarter finns listade i Catalogue of Life.